# Каргалы (Жамбылский район)
Каргалы (каз. Қарғалы, до 2007 г. — Фабричный) — село в Жамбылском районе Алматинской области Казахстана. Административный центр и единственный населённый пункт Каргалинского сельского округа. Находится примерно в 11 км к юго-востоку от села Узынагаш. Код КАТО — 194279100.

## География
Находится у подножия Заилийского Алатау, в 50 км к западу от Алма-Аты.

## История
Каргалы (бывший посёлок Фабричный) — село на юге Жамбылского района Алматинской области. Расположено в предгорье Залийского Алтау на берегу реки Каргалы. В 1907 году в долину в ущелье Каргалы пришел верненский купец Второй гильдии Шахворостов Г. А. и решил, что нашел идеальные условия для строительства суконной фабрики по проекту верненского архитектора Зенкова А. П. Возникло в 1909 году как рабочий посёлок Фабричный при суконной фабрике «Шахворостов с сыновьями и Пестов».
Во время 2-й Мировой войны в посёлок было доставлено эвакуированное из прифронтовых зон оборудование и квалифицированный персонал Сумской и Псковской ткацких фабрик. Значительное пополнение в технической и человеческой базе стало причиной роста и фабрики и самого посёлка, в основном, за счет эвакуированных жителей зон боевых действий. Кроме фабрики, в посёлке работала лесопилка и небольшой кирпичный заводик.
В 2007 году посёлок Фабричный переименовали в Каргалы. Каргалинский суконный комбинат работает до сих пор.

## Население
| 1939    | 1959  | 1970    | 1979    | 1989    | 1999    | 2009    |
| ------- | ----- | ------- | ------- | ------- | ------- | ------- |
| 2540    | ↗6921 | ↗10 392 | ↗13 767 | ↗16 468 | ↗17 501 | ↗20 114 |
| 2021    |       |         |         |         |         |         |
| ↗30 999 |       |         |         |         |         |         |

В 1999 году население села составляло 17501 человек (8268 мужчин и 9233 женщины). По данным переписи 2009 года в селе проживало 20114 человек (9739 мужчин и 10375 женщин). По данным переписи 2021 года, в селе проживало 30999 человек (15365 мужчин и 15634 женщин).

## Инфраструктура
В селе расположены Каргалинский суконный комбинат (ликвидирован), юношеский международный лагерь «Ак Ерке», детский оздоровительный лагерь «Связист», и многим известная шоколадная фабрика ТОО «Алматинские конфеты» (ликвидирована). В Каргалы есть 5 средних школ и специализированная гимназия для одаренных детей.
В селе расположены несколько камнеобрабатывающих предприятий, бетонный завод.

## Археология
На территории села находится городище Каргалы.
Земли в предгорной долине реки Каргалы заселялись на протяжение последних 4 тысяч лет. Среди археологических находок каменные печи, керамика, украшение, оружие и знаменитая Каргалинская диадема.
У образца железного века DA221 (Tian Shan Nomad_IA, 2526 +/- 40 лет до настоящего времени, некалиброванный), из могилы 9 в захоронении Каргалы-1 определена Y-хромосомная гаплогруппа Q-YP1695*(xBZ427).

## Русская православная церковь
- Храм святителя Тихона, Патриарха Всероссийского[13]

## Известные уроженцы
- Асет Бейсеуов (1938—1996) — композитор, народный артист Казахстана. В школе села организован его музей[14].
- Рашид Дайрабаев (1967—2013) — российский музыкальный менеджер и продюсер.
- Нагима Ескалиева (род. 1954) — казахская эстрадная певица, актриса и телеведущая.
- Анатолий Кулькин (1928—2014) — советский и российский философ.
- Талгат Мусабаев (1951—2025) — российский космонавт, председатель Национального космического агентства Республики Казахстан.
- Жомарт Ертаев (род. 1972) — казахстанский и российский бизнесмен, банкир.